# Alpine Ski-Juniorenweltmeisterschaften 2015
Die 34. Alpinen Ski-Juniorenweltmeisterschaften fanden vom 7. bis 13. März 2015 in Hafjell in Norwegen statt. Teilnahmeberechtigt waren die Jahrgänge 1994 bis 1998.

## Herren

### Abfahrt
| Platz | Land | Sportler         | Zeit (min) |
| ----- | ---- | ---------------- | ---------- |
| 1     | ITA  | Henri Battilani  | 1:29,62    |
| 2     | NOR  | Marcus Monsen    | 1:29,95    |
| 3     | SUI  | Niels Hintermann | 1:29,96    |
| 4     | NOR  | Henrik Røa       | 1:30,27    |
| 5     | AUT  | Slaven Dujakovic | 1:30,66    |
| 6     | NOR  | Tomas Markegaard | 1:30,72    |

Datum: 13. März

### Super-G
| Platz | Land | Sportler        | Zeit (min) |
| ----- | ---- | --------------- | ---------- |
| 1     | SLO  | Miha Hrobat     | 1:15,87    |
| 2     | SLO  | Štefan Hadalin  | 1:16,23    |
| 3     | SUI  | Loïc Meillard   | 1:16,40    |
| 4     | FRA  | Victor Schuller | 1:16,44    |
| 5     | FIN  | Mikael Svensk   | 1:16,47    |
| 6     | ITA  | Henri Battilani | 1:16,55    |

Datum: 10. März

### Riesenslalom
| Platz | Land | Sportler             | Zeit (min) |
| ----- | ---- | -------------------- | ---------- |
| 1     | NOR  | Henrik Kristoffersen | 2:23,37    |
| 2     | SUI  | Loïc Meillard        | 2:24,33    |
| 3     | NOR  | Marcus Monsen        | 2:24,53    |
| 4     | ITA  | Daniele Sorio        | 2:24,56    |
| 5     | FRA  | Elie Gateau          | 2:24,71    |
| 6     | ITA  | Simon Maurberger     | 2:24,94    |

Datum: 8. März

### Slalom
| Platz | Land | Sportler             | Zeit (min) |
| ----- | ---- | -------------------- | ---------- |
| 1     | NOR  | Henrik Kristoffersen | 1:37,55    |
| 2     | AUT  | Marco Schwarz        | 1:39,10    |
| 3     | USA  | AJ Ginnis            | 1:39,30    |
| 4     | FRA  | Clément Noël         | 1:39,34    |
| 4     | SUI  | Loïc Meillard        | 1:39,34    |
| 6     | SUI  | Anthony Bonvin       | 1:39,52    |

Datum: 9. März

### Kombination
| Platz | Land | Sportler       | Zeit (min) |
| ----- | ---- | -------------- | ---------- |
| 1     | SUI  | Loïc Meillard  | 1:58,25    |
| 2     | SLO  | Štefan Hadalin | 1:59,13    |
| 3     | SLO  | Miha Hrobat    | 1:59,23    |
| 4     | NOR  | Marcus Monsen  | 1:59,33    |
| 5     | AUT  | Marco Schwarz  | 1:59,72    |
| 6     | SUI  | Anthony Bonvin | 2:00,23    |

Datum: 10/11. März

## Damen

### Abfahrt
| Platz | Land | Sportlerin            | Zeit (min) |
| ----- | ---- | --------------------- | ---------- |
| 1     | NOR  | Mina Fürst Holtmann   | 1:32,58    |
| 2     | NOR  | Maria Therese Tviberg | 1:33,08    |
| 3     | ITA  | Nicol Delago          | 1:33,33    |
| 4     | FRA  | Estelle Alphand       | 1:33,40    |
| 5     | CAN  | Valérie Grenier       | 1:33,56    |
| 6     | GER  | Ann Katrin Magg       | 1:33,68    |

Datum: 13. März

### Super-G
| Platz | Land | Sportlerin          | Zeit (min) |
| ----- | ---- | ------------------- | ---------- |
| 1     | ITA  | Federica Sosio      | 1:23,81    |
| 2     | NOR  | Mina Fürst Holtmann | 1:24,02    |
| 3     | SUI  | Rahel Kopp          | 1:24,11    |
| 4     | FRA  | Romane Miradoli     | 1:24,38    |
| 5     | CAN  | Candace Crawford    | 1:24,95    |
| 6     | SUI  | Mélanie Meillard    | 1:24,96    |

Datum: 10. März

### Riesenslalom
| Platz | Land | Sportlerin          | Zeit (min) |
| ----- | ---- | ------------------- | ---------- |
| 1     | AUT  | Nina Ortlieb        | 2:25,14    |
| 2     | AUT  | Stephanie Brunner   | 2:25,31    |
| 3     | CAN  | Valérie Grenier     | 2:25,34    |
| 4     | CAN  | Mikaela Tommy       | 2:25,41    |
| 5     | CAN  | Candace Crawford    | 2:25,44    |
| 6     | NOR  | Mina Fürst Holtmann | 2:25,47    |

Datum: 7. März

### Slalom
| Platz | Land | Sportlerin       | Zeit (min) |
| ----- | ---- | ---------------- | ---------- |
| 1     | USA  | Paula Moltzan    | 1:43,54    |
| 2     | GER  | Marlene Schmotz  | 1:44,09    |
| 3     | AUT  | Katharina Truppe | 1:44,53    |
| 4     | SUI  | Charlotte Chable | 1:44,65    |
| 5     | SLO  | Eli Plut         | 1:44,66    |
| 6     | SUI  | Elena Stoffel    | 1:44,93    |

Datum: 9. März

### Kombination
| Platz | Land | Sportlerin            | Zeit (min) |
| ----- | ---- | --------------------- | ---------- |
| 1     | SUI  | Rahel Kopp            | 2:08,54    |
| 2     | FRA  | Romane Miradoli       | 2:08,90    |
| 3     | NOR  | Mina Fürst Holtmann   | 2:09,56    |
| 4     | ITA  | Federica Sosio        | 2:09,69    |
| 5     | AUT  | Christina Ager        | 2:09,86    |
| 6     | NOR  | Maria Therese Tviberg | 2:10,29    |

Datum: 10. März

## Mannschaftswettbewerb
| Platz | Land | Sportler                                                                  |
| ----- | ---- | ------------------------------------------------------------------------- |
| 1     | NOR  | Peder Dahlum Eide Julie Flo Mohagen Max Røisland Tonje Healey Trulsrud    |
| 2     | AUT  | Stephanie Brunner Thomas Hettegger Katharina Huber Maximilian Lahnsteiner |
| 3     | GER  | Patrizia Dorsch Alexander Schmid Marlene Schmotz Lukas Wasmeier           |

Datum: 8. März

## Medaillenspiegel
| Platz | Land               | Gold | Silber | Bronze | Gesamt |
| ----- | ------------------ | ---- | ------ | ------ | ------ |
| 1     | Norwegen           | 4    | 3      | 2      | 9      |
| 2     | Schweiz            | 2    | 1      | 3      | 6      |
| 3     | Italien            | 2    | –      | 1      | 3      |
| 4     | Österreich         | 1    | 3      | 1      | 5      |
| 5     | Slowenien          | 1    | 2      | 1      | 4      |
| 6     | Vereinigte Staaten | 1    | –      | 1      | 2      |
| 7     | Deutschland        | –    | 1      | 1      | 2      |
| 8     | Frankreich         | –    | 1      | –      | 1      |
| 9     | Kanada             | –    | –      | 1      | 1      |